# Islam en France
Voir aussi
L'islam est aujourd'hui la deuxième religion en France après le catholicisme en nombre de pratiquants, la troisième en nombre de lieux de culte après le protestantisme. La communauté musulmane française est aussi la première en Europe. Essentiellement issues de l'immigration connue par la France à partir des années 1960, les populations musulmanes sont aujourd'hui souvent de deuxième, de troisième voire de quatrième génération.
En l'absence de recensements officiels portant sur la religion, il est assez difficile de chiffrer avec précision le nombre de musulmans en France. Les évaluations les plus récentes se situent dans une fourchette allant de 4,1 millions de musulmans (selon une estimation de l'Observatoire de la laïcité en 2019) à 8,4 millions de personnes ayant une « origine musulmane » (selon une estimation de François Héran en 2017) en fonction des méthodes de calcul retenues pour les estimations.
Le Pew Research Center estimait en 2017 que les musulmans étaient 5,72 millions en 2016 en France, soit 8,8 % de la population. Par projection, le même centre de recherche estime qu'en 2050 en France entre 12,7 % et 18 % de la population sera musulmane, ce nombre variant en fonction de la quantité d'immigration vers la France.
Selon une étude de l'INED et l'Insee dont les résultats ont été publiés en 2023, parmi la population de 18 à 59 ans en France métropolitaine, il y avait en 2019-2020, 10 % de personnes se déclarant musulmans (contre 51 % se déclarant sans religion et 38 % se déclarant chrétiens).
La grande majorité des musulmans de France appartient au courant principal de l'islam, le sunnisme.

## Historique
À la naissance de l'islam, en 610, les habitants de l'Europe occidentale sont probablement informés de cette nouvelle religion qui se rapproche d'elle en conquérant l'Empire byzantin : l'Arabie (623-632), le Machrek avec Jérusalem (634-638), l'Égypte (639-643), le Maghreb dès 647, la Sicile et la Calabre en 652 et enfin Carthage en 698. L'histoire de l'islam en France actuelle commence véritablement en 704 quand la Corse, pas encore française, subit une razzia par ceux qui sont appelés alors Sarrasins.
Les Pyrénées-Orientales du duché d'Aquitaine et la province de Septimanie (approximativement l'ancienne région du Languedoc-Roussillon) sont razziées en 717. La Septimanie est envahie et occupée pendant quarante ans de 719 à 759. Son wali (gouverneur) dépend du wali d'al-Andalus et siège dans la cité de Narbonne qui est utilisée comme base pour les razzias : Carcassonne, Béziers, Agde et Nîmes sont prises en 725, puis Avignon et Autun sont razziés et Lyon est occupée la même année. La cité de Luxeuil est razziée en 731, Bordeaux et Sens en 732, mais les Sarrasins sont défaits à Poitiers en octobre. Les Sarrasins occuperont plusieurs cités de Provence de 734 à 739 : Avignon, Arles, et Marseille. L'occupation de Narbonne par les troupes musulmanes prend fin en 759 avec l'expédition de Pépin Le Bref.
La région de Valence et les Alpes sont razziés de la fin du IXe au Xe siècle. Les Sarrasins s'installent à Fraxinet dans le massif des Maures de 889 à 975.
Pendant les croisades (1095-1291), des marchands (ou des étudiants) musulmans sont présents à Montpellier au cours du XIIe siècle.
Entre le XIIe et XVe siècles, des esclaves musulmans sont importés en Roussillon, Languedoc et Provence.
En 1536, l'alliance franco-ottomane qui durera jusqu'à la campagne d'Égypte en 1798, tente de mettre fin au corso des barbaresques. Entre 1609 et 1611, des milliers de Morisques espagnols se réfugièrent en France.
Les razzias des barbaresques qui firent 1,3 million d'esclaves européens[réf. souhaitée] (sans compter la période médiévale, ainsi que les razzias marocaines et de l'Est de la Méditerranée) seront définitivement arrêtées après la prise française d'Alger en 1830[réf. souhaitée]. La colonisation des XIXe et XXe siècle entraîne l'intégration de plusieurs territoires musulmans à la République française, et notamment d'un département de plein exercice avec l'Algérie, faisant de l'islam la seconde religion de l'empire français.
Pendant la Première Guerre mondiale, 132 000 migrants Nord-Africains viennent travailler en France métropolitaine, et d'autres sont enrôlés dans l'armée.
La France devient l'un des premiers pays d'immigration au monde. La grande mosquée de Paris est inaugurée en 1926, afin d'offrir un lieu de culte aux musulmans de Paris, de plus en plus nombreux.
En 2002, avec l'objectif de réguler les activités religieuses musulmanes en France, le ministère de l'Intérieur fonde le Conseil français du culte musulman (CFCM).
L'île de Mayotte accède en 2011, à la suite d'un référendum, au statut de département d'outre-mer, devenant ainsi le premier département français à majorité musulmane (95 % de la population) depuis l'indépendance de l'Algérie.

## Démographie

### Un chiffrage interdit et des analyses divergentes
Par principe, la République française s'interdit de poser la question de l'appartenance religieuse dans les recensements légaux, qui sont obligatoires. Cette interdiction est réaffirmée dans l'article 8 de la loi du 6 janvier 1978 relative à l'informatique, aux fichiers et aux libertés. L'Insee étudie toutefois l'« état de la pratique religieuse » dans un cadre sociologique. L'INSEE et l'INED coréalisent notamment une étude intitulée « La pratique religieuse influence-t-elle les comportements familiaux ? », dont la dernière date de 2008.
Les sociologues s'appuient donc sur plusieurs types d'informations : les sondages commandés par divers organismes sont pris avec précaution car se déclarer catholique, protestant ou musulman peut recouvrir des réalités très différentes.
Les chiffres fournis par les institutions religieuses elles-mêmes sont également utilisés, non seulement pour le nombre de croyants qu'ils revendiquent, mais surtout pour les éléments indiquant les pratiques : régulières comme l'assistance à la prière ou le jeûne du ramadan ou ponctuelle pour les grands évènements tels que mariages et enterrements religieux.
Selon Olivier Roy, en France, et plus généralement en Europe, la catégorie « musulmans » est une catégorie « néo-ethnique » non associée à la religiosité (on peut donc parler éventuellement de « musulmans athées ») mais à une identité « acquise par la naissance et l'origine ». Cette identité de groupe différencie les musulmans non pas des « chrétiens croyants » mais, en France, des « Français de souche ».
Ceci explique que les différentes estimations arrivent à des chiffres parfois très différents selon que l'on définisse comme musulman une personne de foi musulmane ou tout simplement une personne appartenant à cette catégorie « néo-ethnique » quelle que soit sa confession.
L'islam représente la deuxième religion en France après le catholicisme.
Alain Boyer, se fondant sur le recensement de population de 1990, estime le nombre de musulmans potentiels à 4,16 millions, mais plusieurs des données qui composent ce chiffre sont de simples estimations. En 1992, les jeunes d'ascendance algérienne se déclaraient à 30 % sans religion (si les deux parents étaient Algériens), voire à 60 % (si un parent seulement était Algérien).
D'autres estimations avancent un nombre de musulmans compris entre 3,1 et 3,7 millions au recensement de 1999 : ce recensement a en effet été complété par une enquête Familles, qui permet d'en exploiter mieux les données. En 2004, Michèle Tribalat, démographe à l'Institut national d'études démographiques (Ined), estime ainsi le nombre de personnes vivant en France susceptibles, d'après leur pays d'origine ou leur filiation sur trois générations, d'être musulmanes, à 3,65 millions en 1999, dont 2,35 millions d'adultes et 1,2 million d'électeurs potentiels (estimation revue en 2009 et estimée par la démographe à environ 4,5 millions en 2005). Kamel Kateb, dans le même ouvrage, donne à partir de calculs différents des estimations proches : 3,5 millions de personnes originaires par un de ses ascendants de pays à majorité musulmane, et 3,1 millions de personnes appartenant à un ménage dont la personne de référence est originaire d'un pays à majorité musulmane. Les deux auteurs soulignent que ces estimations concernent le nombre de musulmans potentiels, c'est-à-dire dont un ou plusieurs des ascendants directs sont issus d'un pays à majorité musulmane. Parmi ces « musulmans potentiels » sont donc incluses des personnes qui ne se décriraient pas comme musulmanes et qui sont peut-être d'une autre religion, agnostiques ou athées.
Michèle Tribalat estime le nombre de personnes pouvant être musulmanes en 2005 d'après leur filiation (sur trois générations) à environ 4,5 millions. Plus des deux tiers résident dans les agglomérations urbaines de 200 000 habitants ou plus.
En 2007, selon deux sondages de l'Ifop et de la Sofres, 3 % des répondants se déclaraient de religion musulmane,,, soit 1,842 million de musulmans.
Le sondage CSA pour Le Monde des religions, publié en janvier 2007, donnait un chiffre de 4 %, soit 2,46 millions de musulmans.
D'après une étude publiée par l'INED et l'INSEE en octobre 2010, à partir de l'enquête Trajectoires et Origines réalisée en 2008, parmi les 26,65 millions de Français de 18 à 50 ans, il y a 2,1 millions de personnes s'identifiant comme musulmans indépendamment de leur pratique religieuse, soit 7,9 % de cette tranche d'âge (dont entre 70 000 et 110 000 convertis),. L'auteur précise que les personnes de « culture musulmane », c'est-à-dire venant d'une famille musulmane mais se déclarant sans religion ne sont pas comprises dans cette estimation, ce qui explique le décalage avec les chiffres fournis par les estimations habituelles. Entre 20 et 30 % des enfants nés en France d'immigrés originaires du Maghreb se déclarent sans religion.
En 2010, le Département d'État des États-Unis et The World Factbook estiment le nombre de musulmans en France entre 5 et 10 % de la population,.
Une étude conduite en 2011 par le Pew Research Center s'attache à établir l'évolution de la population musulmane dans la démographie mondiale. Pour la France, le Pew Research Center établit un total de 4 704 000 personnes de confessions musulmanes en 2010 (7,5 % de la population totale française), et prévoit une augmentation à 10,3 % de la population française en 2030. Cela fait de la France le premier pays d'Europe occidentale à la fois en nombre et en pourcentage de « musulmans ».
En 2012, Michèle Tribalat estime, à partir de l'enquête Trajectoires et origines (TeO) réalisée par l'INED et l'INSEE en 2008, à 4 millions le nombre de musulmans déclarés (soit 6,8 % de la population de France métropolitaine) et à 4,8 millions le nombre de personnes dont au moins un parent est musulman, soit respectivement 34 % et 41 % de l'ensemble de la population d'origine étrangère (sur deux générations uniquement). Quant aux naissances, toujours d'après l'enquête Trajectoires et origines, pour les enfants nés en 2006-2008, un peu moins de 20 % d'entre eux auraient au moins un parent musulman.
En 2017, le Pew Research Center estime le nombre de musulmans en France en 2016 à 5,7 millions. La même année, François Héran, directeur de l'Institut national d'études démographiques de 1999 à 2009, estime que le nombre de personnes ayant une « origine musulmane » représente un huitième de la population totale soit près de 8,4 millions de personnes et que « dès lors qu'on atteint de telles proportions, il devient absurde de soutenir qu'un […] huitième de la population vivant en France, française dans sa grande majorité, ne serait pas intégré. ».
Selon le professeur Claude Dargent et le sociologue Olivier Galland, l'islam constitue la plus importante minorité religieuse en France ; elle est aussi la première communauté musulmane en Europe. Selon leur enquête publiée en 2019, quelque 14 % des personnes déclarant une religion sont musulmanes, et la proportion de catholiques et musulmans est identique chez les 18-29 ans.
En 2019, l'Observatoire de la laïcité estime le nombre de musulmans en France à 4,1 millions (soit environ 6 % de la population totale).

### Estimations politiques
Mais le nombre de musulmans en France est un enjeu de plus en plus politique, aussi la classe politique dans son ensemble ne se contente pas de ces chiffres, et préfère donner ses propres estimations. Les hommes politiques et les responsables religieux font ainsi des estimations beaucoup plus hautes, jamais fondées sur des éléments fiables, mais souvent proches d'un symbolique « 10 % de la population » :
- en 2003, le ministre de l'Intérieur Nicolas Sarkozy estimait ce nombre entre 5 et 6 millions[38] ;
- en 2010, ce chiffre est redonné par le ministère de l'Intérieur chargé des cultes, qui retient une définition ethnographique de l'islam : est musulman celui né de parents musulmans, ou dont les ancêtres viennent d'un pays majoritairement musulman. En retenant une définition religieuse (les personnes qui déclarent une pratique religieuse musulmane), le nombre de musulmans est alors de 1,6 à 2 millions de personnes[39],[40],[41], soit 7,7 à 9,3 % (définition ethnique) ou 2,5 à 3,1 % (définition religieuse) de la population. Le chiffre, vague, n'a pas varié en sept ans ;
- en 2006, le Front national évoque le chiffre de huit millions[42] ; cette estimation est reprise par Claude Guéant, ministre de l'Intérieur, qui estime le nombre de musulmans entre « 5 et 10 millions ». Ni le FN ni le ministère de l'Intérieur ne donnent leurs sources[43].
- Azouz Begag, dans son ouvrage La Faute aux autres (2017), estime qu'on peut arriver à « 10 millions de personnes qui, de près ou de loin, sont « culturellement » musulmanes. Soit 15 % de la population française »[44].
- Ahmet Ogras, président du CFCM, estime le 10 septembre 2018 sur France Maghreb 2 que la population musulmane représente 10 millions de personnes[45].
- le 4 avril 2015, le président du Conseil français du culte musulman, Dalil Boubakeur, s'exprime lors du Rassemblement annuel des musulmans de France, organisé par l'UOIF : il évoque un nombre de mosquées insuffisant pour les sept millions de musulmans français[46].

Le nombre de Français convertis est estimé entre 70 000 et 110 000,.

### Analyses sociologiques
Les musulmans sont en moyenne plus jeunes et environ la moitié des musulmans de France ont moins de 24 ans. Ils vivent davantage en ville que la moyenne. Selon Justin Vaïsse, à Paris, les musulmans représentent un tiers des jeunes de moins de 24 ans. L'islam est la première religion de la Seine-Saint-Denis. Philippe Galli, nommé préfet de la Seine-Saint-Denis en 2013, précise qu'« il y a environ 700 000 musulmans en Seine-Saint-Denis ». Selon l'Insee, le prénom Mohamed est le prénom le plus donné en 2002 dans ce département.
Selon Michèle Tribalat, plus de 80 % des personnes susceptibles d'êtres musulmanes sont originaires du Maghreb (43,2 % d'Algérie, 27,5 % du Maroc et 11,4 % de Tunisie, anciennes colonies françaises). Les autres sont originaires d'Afrique subsaharienne (9,3 %) et de Turquie (8,6 %).
En 2015, Michèle Tribalat, dans une nouvelle estimation des populations d'origine étrangère en 2011, estime à au moins 4,6 millions le nombre de personnes d'origine maghrébine sur trois générations en 2011 selon la répartition suivante :
D'autres estimations fournissent des chiffres plus élevés sans préciser la méthodologie utilisée. Ainsi, selon la revue Les Cahiers de l'Orient, cette population d'origine maghrébine est évaluée à 6 millions d'individus.
La population maghrébine en France, majoritairement plus pauvre, a un taux de fécondité plus élevé que le reste de la population française, respectivement 3,3 et 2 enfants par femme. Cependant, on observe que le taux de fécondité des femmes d'origine maghrébine se rapproche de celui des femmes françaises avec le temps.

### Conversions
En France, selon le ministère de l'Intérieur et des Cultes, il y a[Quand ?] 100 000 personnes converties à l'islam et environ 4 000 conversions tous les ans, chiffre qui a doublé depuis 1986. Les organisations musulmanes affirment que ce chiffre est de 200 000. Djelloul Seddiki, directeur de l'Institut de Théologie El Ghazali de la Grande mosquée de Paris, avance le chiffre d'un million de convertis en France en 2013.
L'Observatoire de la laïcité rappelle en 2019 qu'« à l'inverse d'une perception générale, il y a aujourd'hui deux fois plus de personnes qui quittent la religion musulmane, c'est-à-dire qui viennent d'une famille de confession musulmane puis se déclarent “sans religion”, que de personnes qui entrent dans la religion ».
Entre 150 et 200 musulmans se convertiraient au catholicisme par an, dont beaucoup d'enfants issus de mariages mixtes. Le nombre de personnes quittant l'islam, sans adopter le catholicisme, n'est pas comptabilisé.
D'après Stefano Allievi, c'est là un domaine peu exploité en sociologie religieuse car ce sont les « conceptions statiques de la religion » qui sont généralement étudiées. Néanmoins, la conversion musulmane est un sujet exploité par plusieurs chercheurs : Stefano Allievi, Sarah Daynes, Mercedes Garcia-Arenal, du milieu des années 1980 jusqu'à aujourd'hui. Le rôle des convertis semble pouvoir devenir un enjeu important dans la configuration de l'islam européen, et cela à plusieurs titres. D'une part, ils sont des intermédiaires sociaux fondamentaux, car ils produisent une culture islamique européenne. D'autre part, le converti se repositionne par rapport à son environnement social et il exprime son acte en termes de choix. Dans les études sur les convertis musulmans, on trouve un certain nombre de points récurrents. Il existe deux types de conversion, la « conversion rationnelle » et la « conversion relationnelle ».
La conversion relationnelle est issue d'un ensemble de liens sociaux qui produisent ou même forcent un processus décisionnel de la pratique musulmane. Cette dernière se perçoit sous deux formes : la conversion appelée aussi réislamisation ou musulman « reborn » et la conversion par mariage. Le converti est un individu d'origine non-musulmane, qui est devenu musulman à l'âge adulte. Beaucoup d'individus découvriraient l'islam à l'adolescence par la lecture du Coran. Ils veulent pouvoir faire la part des choses entre les messages négatifs véhiculés sur l'islam dans les sociétés non musulmanes et l'islam tel qu'il est dans le texte. La conversion par mariage concerne les hommes avant le mariage qui veulent épouser une musulmane et les femmes avant ou après le mariage avec un musulman. En effet, selon l'interprétation majoritaire actuelle du Coran, la femme musulmane ne peut s'unir qu'à un musulman, à l'inverse de l'homme musulman, qui a seulement interdiction d'épouser une femme n'appartenant pas aux gens du Livre, ce qui veut dire concrètement qu'il a tout à fait le droit de se marier avec une juive ou une chrétienne.
La conversion rationnelle concerne les individus issus d'une autre tradition religieuse ; les ouvrages ne mentionnent pas le cas d'anciens agnostiques ou athées. Elle est une conversion individuelle qui naît d'une recherche explicite d'un système de signification et de sens, elle a une origine intellectuelle, et répond à une soif de spiritualité et de mysticisme. D'après différents récits, les convertis viennent à l'islam par la lecture du Coran, ils en font l'examen critique, formulent le désir de prendre le nom arabe choisi au moment de leur conversion comme nom d'état civil et ressentent fortement « l'islamophobie ». Toutefois le changement de nom n'est pas une obligation lors de la conversion à l'islam et très rares sont les cas de changement à l'état civil. La conversion à l'islam étant possible seul, sans témoins (même si la présence de deux témoins est recommandée), il est extrêmement difficile de définir précisément le nombre de convertis.

## Identités musulmanes en France
Olivier Roy indique que le fait d'être musulman n'est qu'un élément parmi d'autres de l'identité des immigrants de la première génération. Leur identification avec l'aire d'origine est beaucoup plus forte : ils sont tout d'abord Algériens, Marocains, Tunisiens d'autres s'identifient par leur culture ou leur langue Arabes, Berbères (Kabyles, Chleuhs, Rifains), etc. Ce n'est pas aussi vrai avec la seconde génération, qui bien souvent ne parle même pas la langue des parents. Cette observation, pourtant, n'est généralement pas valable dans le cas de certaines minorités comme les Turcs qui peuvent largement maintenir leurs liens culturels avec leur pays d'origine grâce au développement international des médias de leur pays. Toujours selon Olivier Roy, on assiste progressivement, sous les effets de la mondialisation et de la déculturation, au découplage entre religion et culture traditionnelle, comme cela s'est fait dans le christianisme. Ainsi l'islam qui prend racine en France et en Europe n'est pas un islam « civilisationnel » mais se veut « pure religion ». Selon lui, cette déculturation du religieux est la condition nécessaire à l'émergence d'un islam européen (en), même si le contenu théologique ne change pas plus que celui du catholicisme au cours des siècles.
Dans son livre Une révolution sous nos yeux - Comment l'Islam va transformer la France et l'Europe, Christopher Caldwell estime que malgré la grande diversité des identités musulmanes en Europe, « les conditions sont mûres » pour la fusion de ces diverses identités en une « identité unifiée » ; tout comme l'identité hispanique, qui n'était à l'origine aux États-Unis qu'une catégorie de recensement, est devenue une réalité. Cette identité musulmane, bien que touchant l'Europe, n'en sera pas pour autant pro-européenne. La revue Esprit critique l'ouvrage pour son absence d'enquête sur le terrain mais le journal The Guardian salue pour son regard neuf sur la question en tant qu'analyste non-européen.

### Représentation des musulmans de France
Les « Arabes » (à prendre au sens d'Arabe du temps de la présence coloniale de la France en Algérie, donc incluant les Berbères) présents en France, s'ils sont le plus souvent musulmans, peuvent aussi être chrétiens, agnostiques, etc. Parallèlement, des musulmans français peuvent avoir des origines non arabes. Les musulmans non arabes sont souvent Turcs (environ 360 000), Berbères, Iraniens, Kurdes, Maliens, Sénégalais, Indonésiens, Malais, Bosniaques, Albanais, Tchétchènes, Ouzbeks, etc.
L'État français ne reconnaît pas légalement les origines ethniques et religieuses (à l'exception du cas particulier des harkis) mais, devant la carence d'interlocuteurs privilégiés, dans les dernières années, les gouvernements successifs ont essayé d'organiser une représentation des musulmans français. Le ministre de l'Intérieur de l'époque, Nicolas Sarkozy, a créé en 2002 le Conseil français du culte musulman (CFCM). Cette association a le statut légal d'association à but non lucratif sans particularité spécifique si ce n'est sa reconnaissance particulière par le gouvernement. En 2004, elle était conduite par le recteur de la Grande mosquée de Paris, Dalil Boubakeur.
La première génération de musulmans, aujourd'hui retraités, n'était pas perçue comme immigrante, ni par l'État, ni par les employeurs, ni par les musulmans eux-mêmes. Ces musulmans ont gardé de forts liens avec leurs pays, où leurs familles sont souvent restées vivre. Les chercheurs en sciences sociales considéraient alors l'islam comme un simple fait migratoire, de « transplantation ». Cependant, en 1974, le gouvernement s'est prononcé en faveur du regroupement familial, et les enfants et les femmes ont pu venir vivre en France. Beaucoup d'entre eux ont demandé la nationalité française à cette époque.
La situation est différente pour les générations ultérieures constituées de musulmans nés en France, et donc souvent ressortissants français par le droit du sol ou le droit du sang. La majorité d'entre eux n'ont aujourd'hui qu'une connaissance toute relative de la culture et du pays d'origine de leurs parents ou grands-parents, avec lesquels ils ont conservé peu d'attaches[pas clair][réf. nécessaire]. Ce qui explique qu'en plus de se savoir français, certains se ressentent comme immigrants[pas clair], alors même qu'ils ont une connaissance très vague du pays de leurs ancêtres.

### Perception des musulmans en France
Selon Jérémy Robine, on assiste depuis plusieurs années à l'émergence, dans le discours politico-médiatique, d'un nouveau groupe de type racial, « les Musulmans ». En effet, selon lui, comme cela s'est passé avec les Juifs, l'expression « les Musulmans » ne désigne plus aujourd'hui un groupe religieux mais une appartenance ethno-culturelle à laquelle on appartient par la naissance, quelle que soit sa foi.
Plusieurs sondages montrent, notamment depuis 2010, une forte dégradation de l'image de l'islam en France,,. Sur une plus longue période, les réticences des Français non-musulmans vis-à-vis de l'islam sont de plus en plus grandes : en 1989, 33 % des sondés se disaient favorables à la construction des mosquées. En 2012, ils ne sont plus que 18 %. « Pour le voile dans la rue, et sur la même période, les personnes opposées passent de 31 % à 63 % ». On note une baisse de l'indifférence vis-à-vis de l'islam, le « rejet des valeurs occidentales » étant reproché aux musulmans.
En 2016, 63 % des Français estiment que « l'influence et la visibilité de l'islam » sont « trop importantes » en France. Deux tiers des Français pensent que les musulmans sont mal intégrés et en donnent pour principale raison « leur refus de s'intégrer à la société »,. En 2017, 48 % des Français pensent qu'il existe un affrontement fondamental entre l'islam et les valeurs françaises, seulement 20 % des sondés avancent que l'islam est généralement compatible avec les valeurs françaises. Cette opinion n'est pas propre aux Français, mais se retrouve dans tous les pays européens où ces sondages ont eu lieu montrant de grandes majorités de la population sceptiques vis-à-vis de l'islam.
D'après une étude Ifop publiée par Le Journal du dimanche en février 2018, 56 % des Français estiment l'islam compatible avec les valeurs de la société française, quand une majorité pensait l'inverse en 2016, même si on note encore une forte polarisation en fonction des sympathies partisanes (63 % des sympathisants LR et 62 % de ceux du FN le jugent « incompatible avec les valeurs de la société française » alors que 73 % de ceux du PS, 60 % de ceux de La France insoumise et 58 % de La République en marche le pensent compatible).
Selon une étude du Pew Research Center réalisée auprès de quinze pays d'Europe de l'Ouest en 2017 et publiée en mai 2018, les chrétiens sont plus critiques vis-à-vis des musulmans que les sans religion : 45 % des pratiquants et 41 % des non-pratiquants pensent que l'islam est « fondamentalement incompatible avec la culture et les valeurs du pays » (pour 20 % chez les sans-religion). Ces chiffres placent la France au niveau de la moyenne européenne, ce qui contraste avec le fait que ce pays a été plus touché que ses voisins directs par des attentats commis au nom de l'islam.

## Pratiques religieuses et organisations musulmanes

### Lieux de culte

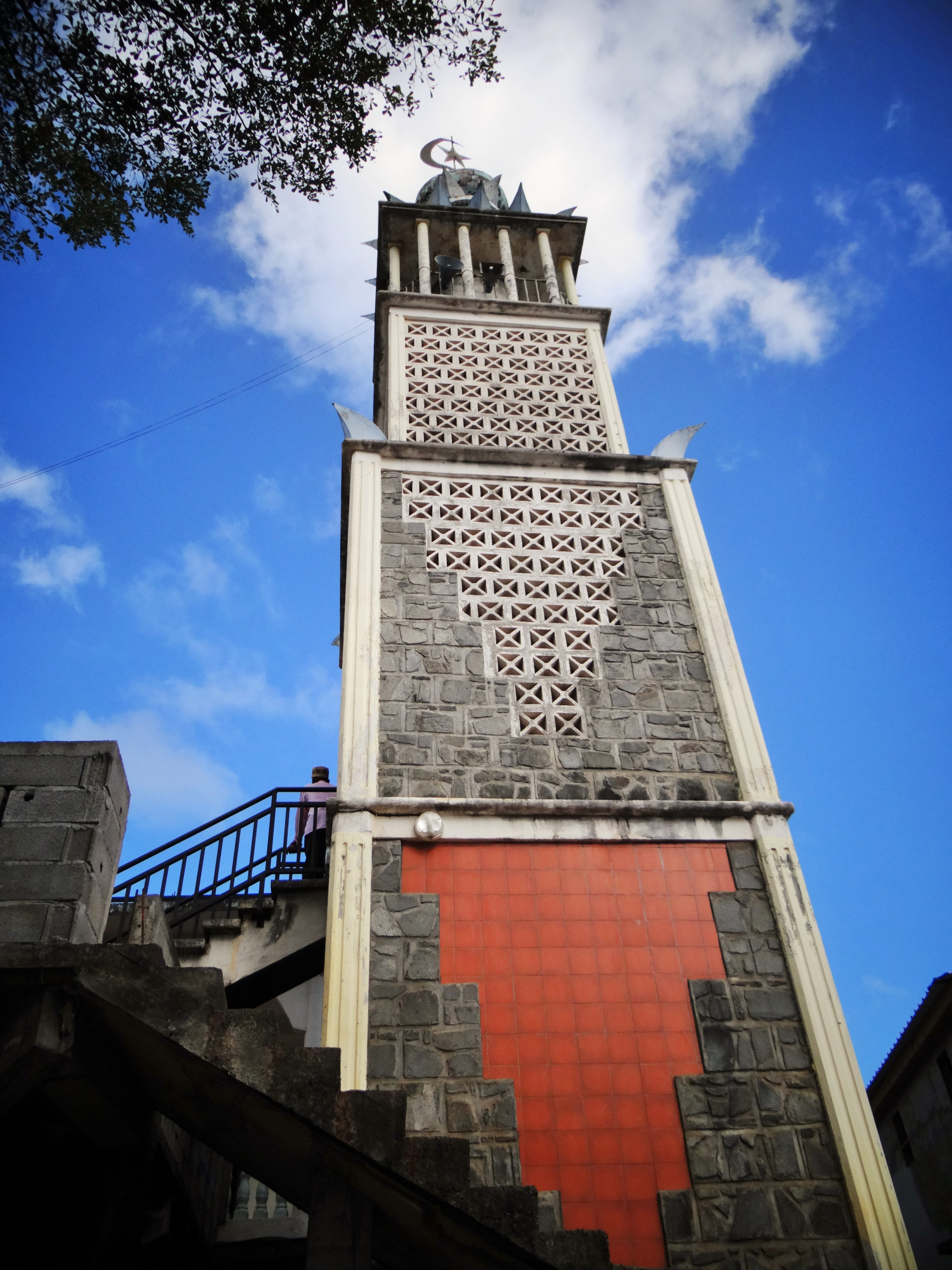
Minaret de la Mosquée de Tsingoni, à Mayotte, plus ancienne mosquée en activité de France (XVI).

Quelque 2 200 lieux de culte musulman sont dénombrés en France en 2015, 2 600 en 2019 (dont au moins les deux tiers sont de taille modeste, et qui sont très majoritairement des salles de prière, et non des mosquées). Il y en avait environ 900 en 1985 et seulement cinq en 1965,. En 2019, le culte musulman comptabilise moins de lieux de culte que le protestantisme, qui est la troisième religion en nombre de fidèles et de pratiquants.
La plus ancienne mosquée française encore en activité est la mosquée de Tsingoni, à Mayotte dont le mihrab est daté de 1538 (la mosquée elle-même remonterait au moins à 1521). Avant la départementalisation de Mayotte, la plus ancienne mosquée en activité était la Mosquée Noor-e-Islam de Saint-Denis (La Réunion), érigée en 1905, et ayant elle-même succédé à des mosquées algériennes comme la Mosquée Sidi Ghanem de Mila, bâtie en 678 (mais désaffectée depuis plusieurs siècles), plus ancienne mosquée d'Algérie et donc de France jusqu'à l'indépendance en 1962. La plus ancienne mosquée active de France métropolitaine est la Grande mosquée de Paris, bâtie en 1922.
Le financement des mosquées en France provient de l'étranger (pays du Golfe) pour moitié, et de dons (pour 20 %) et de financements publics indirects (baux emphytéotiques, loyers symboliques).

### Pratique religieuse
Les études montrent une évolution de la pratique religieuse : d'après un sondage CSA-La Vie réalisé en 2006, 49 % des musulmans sondés ne vont jamais à la mosquée, 88 % respectent le jeûne du ramadan ainsi que les prières ou la pratique de la charité. Ils étaient 60 % à déclarer jeûner en 1989. Jérôme Fourquet indique en 2019 que « les études et sondages dont on dispose convergent tous dans le sens d'une plus grande fréquence et observance des signes de religiosité dans la population de confession ou d'origine musulmane. Le point de basculement semble se situer au début des années 2000. » Ainsi, selon les enquêtes de l'Ifop, le nombre de jeûneurs serait passé de l'ordre de 60 % en 1989 et 1994, à une proportion comprise entre 67 et 71 % depuis le début des années 2000. Par ailleurs, on observe un recul de la consommation déclarée d'alcool au sein de cette population (entre 35 et 39 % entre 1989 et 2001, 32 % en 2011, 22 % en 2016), et le port du voile par les femmes a augmenté (35 % disaient porter le voile en 2016 contre 24 % en 2003). Selon un sondage Ifop de 2019, 31 % des femmes musulmanes déclarent porter le hijab ou le niqab ; Jérôme Fourquet souligne que « la grande majorité » d'entre elles « ne sont pas voilées ». Selon le même sondage, « 55 % des hommes déclarent aller à la mosquée le vendredi, contre seulement 20 % des femmes », contre respectivement 16 % et 7 % en 1989 : si Jérôme Fourquet juge cette évolution « spectaculaire », Patrick Simon souligne l'augmentation du nombre de mosquées entre ces deux dates ainsi que la différence de signification, « en termes d'observance religieuse », entre « la fréquentation de la mosquée pour la prière du vendredi » et « la messe du dimanche » : « Des musulmans très pieux n'y vont pas, d'autres moins observants y vont parce que c'est un lieu de socialisation, essentiellement masculine. On peut parler d'une évolution des pratiques religieuses en France avec une fréquentation plus assidue de la mosquée, sans doute avec une recherche d'un rapport collectif à la religion, mais pris isolément cela ne signifie pas que les musulmans sont spécialement plus religieux. C'est à rapprocher d'autres pratiques ».

### Organisations
Les principales grandes organisations présentes au sein du Conseil français du culte musulman sont la Grande mosquée de Paris, le Rassemblement des musulmans de France et l'Union des organisations islamiques de France.
La plus ancienne école musulmane française est située sur l'île de La Réunion. Deux collèges musulmans existent, l'un à Aubervilliers (École de la réussite) et l'autre à Décines dans la banlieue de Lyon (collège-lycée Al Kindi). Un lycée musulman a également ouvert en 2003 à Lille, le lycée Averroès, qui a d'ailleurs été classé meilleur lycée d'enseignement général et technologique de France en 2013 selon le palmarès du journal Le Parisien. Seuls deux établissements sont sous contrat avec l'État, c'est-à-dire avec des enseignants payés par l'État : le lycée Averroès de Lille, et le lycée Al-Kindi de Décines, en banlieue lyonnaise.
En 2004 est fait le constat que, sur les quelque 1 200 imams du pays, 75 % sont étrangers et un tiers ne parlent pas français.

### Fondation des œuvres de l'islam de France (FOIF)
La Fondation des œuvres de l'islam de France (FOIF) est une fondation reconnue d'utilité publique créée le 31 mai 2005 sous l'impulsion du Premier ministre Dominique de Villepin avec une dotation d'un million d'euros issue d'un don de l'industriel et sénateur de l'Essonne Serge Dassault. Son objectif était de favoriser la transparence du financement de l'islam en France et notamment d'encadrer les liens de dépendance financière entre les mosquées et les pays d'origine. Paralysée par les rivalités et dissensions internes, elle est restée une coquille vide. Dix ans plus tard, le manque d'imams formés en France amène toujours les communautés, soit à laisser œuvrer des bénévoles, soit à faire appel à des imams issus des pays maghrébins ou de Turquie. En 2013, les imams sont environ au nombre de 1800, dont un tiers de rémunérés.
Après les attentats de janvier 2015 contre Charlie Hebdo et l'Hyper Cacher de Vincennes, il est proposé de la relancer. Une mission est confiée en juin 2015 à un haut fonctionnaire du ministère de l'Intérieur, Christian Poncet. Après les attentats de novembre 2015, une mission d'enquête sénatoriale sur l'islam en France propose également de relancer la fondation. Puis à la suite de l'attentat du 14 juillet 2016 à Nice, c'est le Premier ministre Manuel Valls qui déclare : « Il y a urgence à aider l'islam de France à se débarrasser de ceux qui le minent de l'intérieur. Pour cela, il nous appartient de bâtir un véritable pacte avec l'islam de France, donnant à la fondation une place centrale. » Elle serait relancée à l'automne 2016 avec des missions élargies dont « la construction et la gestion des lieux de cultes en accord avec les maires des communes concernées », la réception des dons et financements des pays étrangers pour les distribuer vers la formation des imams, les lieux de culte, les établissements éducatifs, le financement de bourses pour les imams et aumôniers ou la réalisation de thèses universitaires. Son budget prévisionnel serait de 5 à 6 millions d'euros, alimenté par des fonds publics et privés.

### Fondation de l'islam de France (FIF)
En août 2016, est fondée la Fondation de l'islam de France (FIF) pour succéder à la Fondation des œuvres de l'islam de France créée en 2005. François Hollande impose le nom de l'ancien sénateur Jean-Pierre Chevènement pour en prendre la tête, ce qui est critiqué,. En 2018 lui succède l'islamologue Ghaleb Bencheikh, également animateur de l'émission hebdomadaire Questions d'islam sur France Culture,.

## Débats sur l'intégration

### Intégration sociale
En France, les personnes de confession musulmane sont surtout concentrées dans des quartiers de grandes agglomérations comme Lille, Lyon, Marseille, Paris ou Strasbourg. À titre d'exemple, le département de la Seine-Saint-Denis cumule une forte proportion de musulmans (environ 600 000 personnes en 2015). Ces zones ont souvent des indicateurs économiques dégradés (taux de chômage de 27 % et de pauvreté de 43 % dans la commune de La Courneuve en 2019,).
Selon le sociologue Farhad Khosrokhavar, l'islam est en 2004 la religion majoritaire en prison, même si aucune statistique officielle n'est disponible sur le sujet. En 2008, The Washington Post indique que « 60 % à 70 % des détenus français sont musulmans ». Un rapport parlementaire publié en 2014 - qui estime quant à lui que « 60 % de la population carcérale en France, c'est-à-dire 40 000 détenus, peuvent être considérés comme de culture ou de religion musulmane » - s'alarme des dangers de radicalisation de plusieurs centaines de détenus. De son côté, l'administration pénitentiaire fait état en 2013 d'une inscription pour le Ramadan pour 27 % des détenus.
Un sondage Ipsos publié dans Le Monde le 24 janvier 2013 indique que 74 % des Français pensent que l'islam est incompatible avec les valeurs de la société française.
Plusieurs mouvements nationalistes intègrent ce thème dans leur programme. Selon eux, un nombre important d'immigrants d'une culture non européenne risque de déstabiliser la culture française ou d'être déstabilisés par elle. Ils reprochent aussi à l'islam de favoriser le sexisme et l'intolérance religieuse, se posant en chantres de la laïcité face à l'État français qui est accusé de rompre avec ce principe. Une publication du Sénat établissant un lien statistique entre immigration et surdélinquance, ils soulèvent la question d'un éventuel danger lié au moins culturellement à l'« islamisme » pour le pays. Lors de l'élection présidentielle de 2002, la « lutte contre l'islamisation de la France » est au cœur du programme du Mouvement national républicain (MNR) ; ces idées sont ensuite reprises à partir de 2011 par l'équipe de la nouvelle dirigeante du Front national, Marine Le Pen. En décembre 2010, Riposte laïque et le Bloc identitaire organisent les « assises de l'islamisation », auxquelles participent des groupes politiques européens d'extrême-droite.

### Choix électoraux et intégration politique
Selon une enquête Ifop-La Croix de 2008, les musulmans soutiennent majoritairement le Parti socialiste (PS), à 51,8 % contre 26,8 % pour le reste de la population. Les musulmans se sentiraient même selon cette enquête plus proches de l'extrême gauche que de l'Union pour un mouvement populaire (UMP).
Selon une étude du corps électoral menée par OpinionWay et Fiducial le 6 mai 2012 pour Le Figaro sur 10 000 votants, 93 % des électeurs musulmans pratiquants, qui sont deux millions selon cet institut, ont voté pour François Hollande au second tour. Au premier tour, 59 % d'entre eux avaient voté pour lui, 23 % pour Jean-Luc Mélenchon, 7 % pour François Bayrou, 4 % pour Nicolas Sarkozy et 2 % pour Marine Le Pen.
Une enquête en 2016 montre que 28 % des musulmans et plus de la moitié des 15-25 ans placent la loi religieuse avant la loi de la République et sont critiques de la laïcité. Cette partie de la population est la plus revendicatrice des « marqueurs » musulmans que sont la nourriture halal, le port du voile, la polygamie. 46 % des musulmans seraient en revanche « totalement sécularisés ». Selon un sondage Ifop de 2019, 37 % des musulmans « pensent que la laïcité doit s'adapter à la pratique de l'islam » ; le socio-démographe Patrick Simon estime que « si cette demande "d'adaptation de la laïcité" augmente (de 29 à 37 % en 8 ans), c'est aussi que le mot laïcité a pris une tout autre connotation », étant « désormais perçue comme anti-musulmans » et faisant l'objet d'une « politisation » qui « a cristallisé les positions ».
L'Observatoire de la laïcité indique en 2019 que « la proportion des Français de confession musulmane qui se déclarent « pratiquants » est relativement forte (de 1/3 à un peu plus de la moitié des musulmans selon les enquêtes et selon les items précis), bien supérieure aux Français de confession catholique, orthodoxe, juive, protestante luthérienne et réformée, mais en revanche inférieure à celle observée chez les protestants évangéliques ». Il précise également que « 72 % des protestants et 60 % des catholiques considérent que la laïcité protège en théorie (selon le droit) les pratiquants des différentes religions [alors que] 45 % des musulmans seulement partageant ce point de vue ».
Lors de l'élection présidentielle de 2017, d'après un sondage Ifop, Jean-Luc Mélenchon est arrivé en tête du premier tour dans l'électorat musulman (37 %), devant Emmanuel Macron (24 %), Benoît Hamon (17 %) et François Fillon (10 %). La Grande mosquée de Paris et Musulmans de France (ex-UOIF) appellent à voter pour Emmanuel Macron au second tour.
Lors des élections européennes, la liste du parti islamiste Union des démocrates musulmans français (UDMF) obtient 0,13 % des voix, terminant en 19e position sur 34. Bien que n'ayant pas imprimé de bulletins de vote mais demandé aux électeurs de le faire, le parti recueille des scores significatifs dans certaines communes et quartiers à forte population musulmane (17 % au Val Fourré, 7 % à Garges-lès-Gonesse et Montereau-Fault-Yonne, 6 % à La Courneuve et Chanteloup-les-Vignes).
Au premier tour de l'élection présidentielle de 2022, 69 % des électeurs musulmans votent pour Jean-Luc Mélenchon selon un sondage IFOP.

### Financement du culte
Dans la foulée des attentats commis en France par des islamistes en juillet 2016, le Premier ministre Manuel Valls se dit « favorable » à une interdiction temporaire du financement étranger des mosquées et souhaite « que les imams soient formés en France et pas ailleurs ». Par ailleurs, il déclare dans une tribune publiée par Le Journal du dimanche, que « Si l'islam n'aide pas la République à combattre ceux qui remettent en cause les libertés publiques, il sera de plus en plus dur pour la République de garantir le libre exercice du culte. ». Il propose une refonte de l'organisation de l'islam en France et déclare que « l'État et la puissance publique ont un rôle à jouer pour « aider les musulmans de France » à relever le défi de l'islamisme radical. ». Le président de la République, François Hollande, a réagi à cette proposition, refusant l'hypothèse d'un financement public des mosquées, déclarant « qu'il n'est pas question de toucher à la loi de 1905, et donc au modèle français de laïcité. ». Financer le culte musulman par une taxe ou contribution sur la viande ou les produits halal a été évoqué en 2016 par Anouar Kbibech le président du Conseil français du culte musulman, par l'élue LR Nathalie Kosciusko-Morizet et par l'élu MoDem François Bayrou, reprenant d'anciennes propositions de Charles Pasqua, puis de Dominique de Villepin. Mais pour l'anthropologue Florence Bergeaud-Blackler cette solution qui n'a jamais été mise en œuvre n'est ni faisable ni souhaitable car elle contrevient à la loi de séparation des Églises et de l'État.
Selon une étude publiée en 2023, 27 % des 118 mosquées françaises interrogées ont subi au moins une fermeture de leurs comptes bancaires. Le recteur de la Grande Mosquée de Lyon dénonce un « apartheid bancaire ». La situation semble être liée à un budget à près de 40 % en argent liquide, difficile à justifier aux régulations bancaire, et à un manque de connaissances bancaires des bénévoles qui gèrent les associations cultuelles.

### Intégration culturelle
L'intégration des populations musulmanes a connu plusieurs entraves du fait de traditions et modes de pensées liés au culte. En plus des problèmes de compatibilité entre le droit européen et la loi islamique, le port du voile islamique dans les établissements scolaires a été perçu lorsqu'il est devenu phénomène social comme entrant en contradiction avec le principe de laïcité de l'école. Une des clés de la réticence à l'égard de l'Islam, selon Philippe d'Iribarne, serait son refus de pratiquer « l'échange des femmes ». L'Islam accepte de « prendre » (épouser une non-musulmane) mais pas de « donner » (interdiction pour une musulmane d'épouser un non-musulman). Les femmes, qui selon Claude Lévi-Strauss, constituent le fondement des alliances entre groupes humains sur des bases égalitaires, deviennent alors le moyen d'assurer la prédominance des uns sur les autres. L'auteur y voit une des clés de la pression sur les filles dans les quartiers sensibles.
En 2005, une enquête du Centre de recherches politiques de Sciences Po fait apparaître la proportion de musulmans pratiquants revendiquant des positions culturelles traditionalistes. Selon ce sondage, 43 % approuvent des horaires séparés pour les femmes dans les piscines et 46 % manifestent des sentiments antisémites (contre 18 % de l'ensemble des Français). On compare ici les réponses de l'ensemble de la population française avec la fraction musulmane pratiquante. En revanche, 80 % des pratiquants expriment une opinion positive sur la religion chrétienne. Selon ce même sondage, « Alors que seulement 3 % des Français de 18 à 35 ans donnent des réponses qui les classent comme conservateurs, ils sont 40 % parmi ceux issus de cette immigration. » Selon un sondage réalisé en 2006, 73 % des musulmans se déclarent favorables à la séparation des religions et de l'État, et 91 % se disent favorables à l'égalité hommes-femmes. Selon un sondage réalisé en 2009, 8 % des femmes musulmanes de moins de 35 ans déclarent porter souvent le voile.
Selon un sondage réalisé en 2012, 60 % des Français estiment que l'influence et la visibilité des musulmans sont aujourd'hui « trop importantes » en France.
Si l'enquête CEVIPOF de 2005 relève que 39 % des musulmans pratiquants condamnent l'homosexualité (contre 21 % de l'ensemble des Français), une étude IFOP réalisée quatorze ans plus tard, en 2019, indique que 63 % des Français musulmans pensent que l'homosexualité est « une maladie » ou « une perversion sexuelle », soit 49 points de plus que chez les Français catholiques,.

#### Rapport de l'institut Montaigne
En 2016, l'IFOP réalise un sondage pour l'institut Montaigne sur la communauté musulmane en France, son rapport à la religion, à la société française ou aux lois de la République. Un rapport d'Hakim El Karouiest publié par l'institut à la suite de ce sondage. Le rapport établit une population de 3 à 4 millions, d'une moyenne d'âge plus jeune que la communauté chrétienne ou que les personnes sans religion. Il divise cette communauté en trois profils :
- 46 % sont « sécularisés », totalement laïcs dans leur rapport à la société, même si la religion peut occuper une place importante dans leur vie ;
- 25 % sont « islamic pride », se définissant avant tout comme musulmans et revendiquant l'expression de leur foi dans l'espace public, mais respectant également la laïcité et les lois de la République ;
- 28 % sont « ultras », vivant en rupture avec les valeurs républicaines. Ce dernier profil est surreprésenté chez les plus jeunes (50 % des moins de 25 ans contre 20 % des plus de 40 ans), mais ne devrait pas s'atténuer[141].

La proportion d'inactifs (36 %) est liée à la précarité qui les touche plus particulièrement : 15 % d'entre eux sont sans diplôme, seuls 4 % sont cadres. Le directeur de l'institut précise que cet écart par rapport au reste de la société se réduit, le nombre de diplômés étant supérieur à celui attendu généralement.
Concernant les pratiques religieuses, un tiers des musulmans ne se rend jamais à la mosquée, et un tiers ne le fait qu'aux fêtes religieuses. La consommation de viande halal est très fortement pratiquée et recommandée : 80 % des musulmans pratiquants (et 67 % des non-pratiquants) estiment que cette consommation doit être envisageable dans les cantines scolaires. Concernant le voile, la population musulmane est plus divisée : 65 % sont favorables au port du voile (hidjab, 60 % étant également favorables à son port dans les écoles et collèges), 24 % sont même favorables au port du voile intégral (burqa ou niqab), mais 57 % des femmes déclarent ne l'avoir jamais porté (même si elles y sont plus favorables que les hommes).
Les institutions musulmanes sont peu notoires auprès des sondés : seuls 32 % connaissent le CFCM, 12 % se sentent représentés par l'UOIF. Les personnalités sont également peu fédératrices : Tariq Ramadan (proche de l'UOIF) recueille 37 % de soutien, Dalil Boubakeur (ancien président du CFCM) et Tareq Oubrou (imam à Bordeaux) 16 % chacun. Le premier réflexe concernant les questions de religion est l'entourage familial (80 %) et internet (70 %) avant la sollicitation d'un imam (47 %).
Bien que leur vision de la société française soit proche de celle du reste de la population française, tant concernant le marché de l'emploi que la pression fiscale, l'engagement civique, voire politique, y est plus faible (un quart non inscrit sur les listes électorales ; un tiers n'a pas voté au second tour de l'élection présidentielle de 2012). Le rejet d'un vote communautaire (à 78 %) est clair, même si les sondés ressentent que les musulmans sont de plus en plus discriminés.
Jérôme Fourquet relève à travers ce sondage, le « point de clivage majeur » que constitue la question de la virginité des femmes avant le mariage, entre la population de culture ou de religion musulmane et le reste de la population française : « alors que cette « règle » est tombée en déshérence complète dans la population générale, elle demeure valide et à respecter pour les deux tiers de la population de confession ou de culture musulmane ». Il relève en particulier que « c'est parmi les jeunes générations que l'attachement à cette règle est le plus fort ».

### «Proclamation de l'islam en France» par la Grande Mosquée de Paris
Le 28 mars 2017, l'institut musulman de la Grande Mosquée de Paris publie le texte intégral d'une « Proclamation de l'islam en France », sous l'autorité de son recteur Dalil Boubakeur. Selon le magazine Le Point (qui publie également le texte), l'acte est d'importance historique, en cela qu'il définit précisément un islam en France républicain, moderne et progressiste. Le Point relève notamment le rejet de toute tutelle laïque et de tout intégrisme ; la proclamation dénonce notamment la création de la « Fondation de l'islam en France » par l'État français. Tout en précisant que « tout musulman doit évidemment respecter les valeurs et les lois de la République française », la Grande Mosquée ajoute qu'il est « interdit à tout musulman de déclencher une guerre » et condamne le djihadisme. Reconnaissant l'égalité entre femmes et hommes, elle proscrit les châtiments corporels, la polygamie et prône la compatibilité entre islam et sciences modernes. Elle condamne également les réactions de violence envers les caricatures du prophète, bien qu'elle considère que les musulmans puissent légitimement se sentir blessés ou offensés par celles-ci.

## Différents courants
La vaste majorité des musulmans de France est sunnite. Les chiites représentent 2 à 3 % des musulmans de France.
Le nombre d'alévis était estimé entre 150 et 200 000 en 2012. Un grand nombre ont immigré en France dans les années 1970-1980.

### Soufisme
À partir des années 1970, on a assisté à un développement de la présence du soufisme en Europe, et notamment en France. Plus récemment, la tariqa Boutchîchiyya, qui se rattache à la voie-mère Qâdiriyya, est parvenue à faire connaitre l'enseignement du Cheikh Hamza al Qâdiri al Boutchichi, par le biais de représentants comme le conférencier Faouzi Skali ou le chanteur Abd al Malik.
Toutes ces confréries se prévalent d'un soufisme orthodoxe ou sunnisme spirituel, car les affiliés restent fidèles aux prescriptions de l'islam et sont même parfois versés dans les sciences islamiques. À l'échelle individuelle ou collective, les soufis se disent apolitiques, et se montrent méfiants à l'égard des idéologies.
Au-delà d'un apport proprement initiatique, la culture soufie contribue à restaurer la primordialité spirituelle du message islamique, trop souvent étouffée par le juridisme, et à briser les facteurs d'instrumentalisation de la religion. S'il offre une voie spirituelle à certains européens, le soufisme sert plus largement de médiateur entre l'islam et l'Occident.

### Salafisme
En 2023, la France compte, selon Le Parisien, plus d'une centaine de lieux de culte aux mains de cette mouvance rigoriste de l'Islam. Le courant est très minoritaire au sein de l'Islam de France.

## Islamisme
Ce terme manquant de précision, d'autres lui sont souvent préférés, comme « islamiste » (qui s'applique à une personne), « mouvement intégriste » ou « mouvement extrémiste » (qui s'applique à un groupe fondamentaliste), ou « mouvement terroriste » (qui s'applique à un groupe utilisant la violence pour parvenir à ses fins). Ces termes ne doivent pas être confondus avec « islamique », qui est synonyme de « musulman » (qualificatif, par exemple dans « foulard islamique »). Le terme « mouvement islamique », parfois utilisé dans les médias, prête à confusion quand il désigne un mouvement politique.[réf. nécessaire]
Le terme « islamisme » est réapparu en France à la fin des années 1970 pour répondre à la nécessité de définir les nouveaux courants posant une interprétation politique et idéologique de l'islam et les différencier de l'islam en tant que foi.
Pour l'islamologue Bruno Étienne, l'acception actuelle du mot, qu'il est également possible d'appeler « islamisme radical », peut se résumer comme l'« utilisation politique de thèmes musulmans mobilisés en réaction à l'« occidentalisation » considérée comme agressive à l'égard de l'identité arabo-musulmane », cette réaction étant « perçue comme une protestation antimoderne » par celles et ceux qui ne suivent pas cette idéologie.
Dans les pays où l'islam est majoritaire, les mouvements islamistes sont surtout à l'œuvre sur le terrain politique. Olivier Roy appelle islamistes « ceux qui voient dans l'islam une idéologie politique, au sens moderne du terme, c'est-à-dire une théorie qui prétend s'appliquer à l'ensemble de la société ». Se basant sur le rapport Al Karoui de septembre 2016 et reprenant la définition de Thierry Tuot selon laquelle l'islamisme est « la revendication publique de comportements sociaux présentés comme des exigences divines et faisant irruption dans le champ public et politique », Élisabeth Schemla observe une « glissade de la majorité des musulmans vers l'islamisme ».
Début 2015, selon un état des lieux établi par le ministère de l'Intérieur, le nombre de mosquées et salles de prières aux mains des islamistes en France est passé de 44 à 89 entre 2010 et 2014.

## Musulmans dans l'armée française

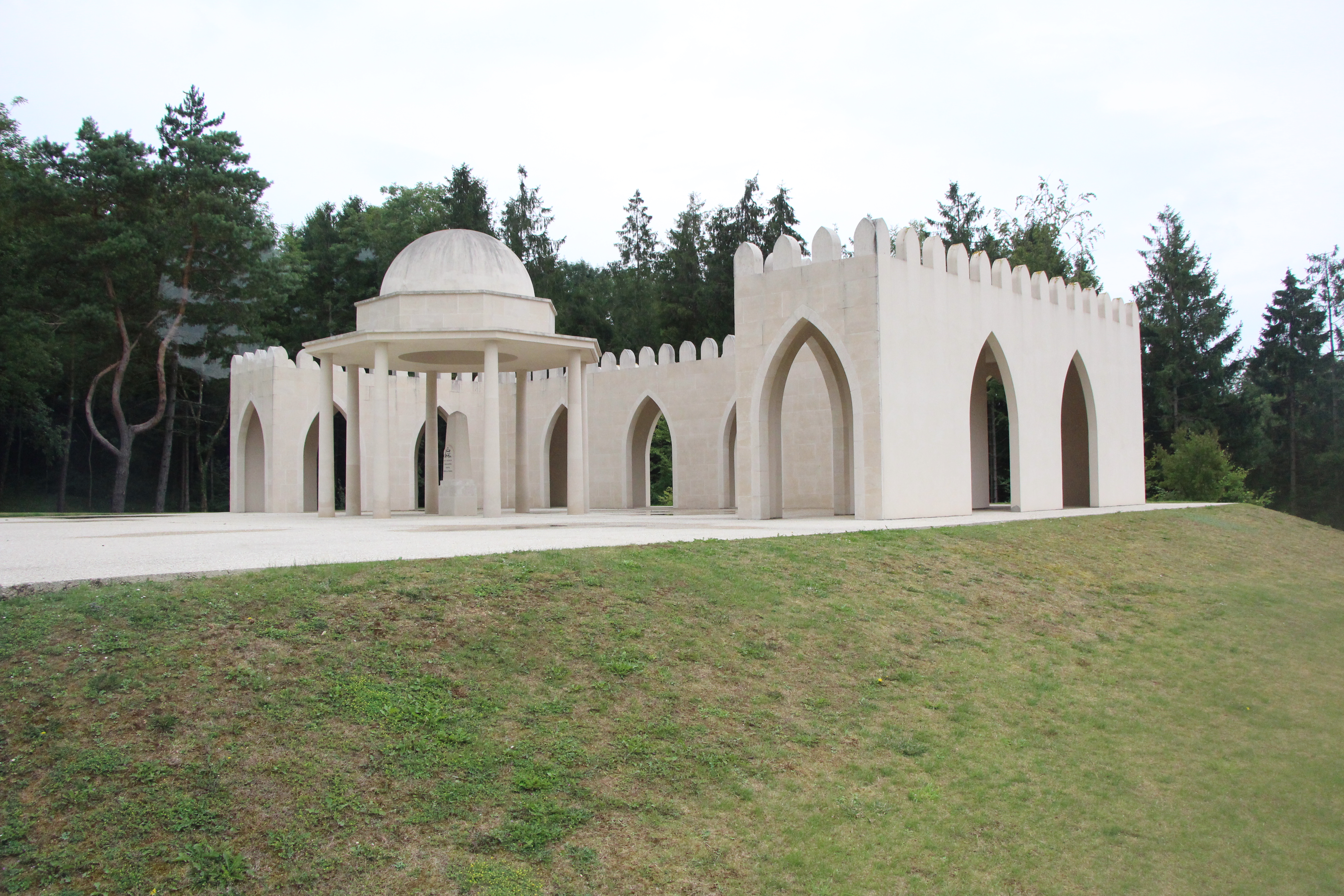
Mémorial aux combattants musulmans de la Première Guerre mondiale à la nécropole de Douaumont.

En 1990, le rapport que le colonel Yves Biville, chef du Centre d'études sur la sélection du personnel de l'armée de terre (Cespat) remet à Jean-Pierre Chevènement affirme que les jeunes Français d'origine maghrébine (JFOM), dont la religion n'est alors selon eux pas suffisamment prise en compte, « commettent 3,5 fois plus de désertions, 6 fois plus de refus d'obéissance, 6 fois plus d'outrages à supérieurs et 8 fois plus d'insoumission » par rapport aux autres militaires. Depuis le début des années 1990, l'armée française distribue des rations halal aux soldats musulmans,.
L'aumônerie musulmane est créée par l'arrêté interministériel du 16 mars 2005, deux ans après la création du Conseil français du culte musulman. En 2017, on compte 45 aumôniers musulmans pour 186 catholiques, 53 protestants, 27 israélites, et 1 orthodoxe.
Selon une enquête menée par Christophe Bertossi, de l'Institut français des relations internationales (IFRI), et Catherine Wihtol de Wenden, les effectifs de l'armée française comptaient entre 10 et 20 % de soldats musulmans en 2005, pour la plupart d'origine maghrébine. Selon les auteurs, ils sont « ethnicisés, mis à distance par leurs homologues et leur encadrement immédiat, ils sont victimes de discriminations sociales, ethniques, religieuses ou sexuelle ».
Le journaliste Jean-Dominique Merchet révèle en 2009 que plusieurs soldats musulmans ont refusé de combattre d'autres musulmans en Afghanistan,.